# Vilňanský rajón
Vilňanský rajón (ukrajinsky Вільнянський район) byl rajón v Záporožské oblasti na Ukrajině. Hlavním městem byl Vilňansk a rajón měl přibližně 46 tisíc obyvatel. 

## Sídla v rajónu
- Vilňansk
- Kamjane